# فردریک ارنست اپل‌یارد
فردریک ارنست اپل‌یارد (انگلیسی: Frederick Ernest Appleyard; ۶ ژوئن ۱۸۲۹ – ۴ آوریل ۱۹۱۱) فرد نظامی اهل پادشاهی متحد بریتانیای کبیر و ایرلند بود. وی همچنین برندهٔ جوایزی همچون نشان حمام شده‌است.